# Nikki Tyler
Nikki Tyler (nacida el 4 de diciembre de 1972 en Berkeley, California) es una actriz pornográfica estadounidense que desarrolló su carrera entre 1995 y 1999.

## Biografía

### Juventud
Tras estudiar en el instituto californiano de San Rafael, Nikki accede a la universidad para realizar estudios de psicología. Con el objetivo de financiar los mismos posa desnuda. Las fotos obtendrían mucho éxito siendo publicadas en un centenar de revistas masculinas y llegando a ser Pet of the Month del mes de diciembre en la revista Penthouse. En ese momento decide dejar la universidad y aprender el oficio de maquilladora.

### Carrera como actriz porno
Como maquilladora es contratada en Vivid y trabaja ahí durante año y medio. Su trabajo le permite conocer a diversas actrices porno, entre ellas a Celeste y a Ashlyn Gere. Ambas logran convencerlas para dar el salto a la interpretación.
El debut de la actriz se produce en 1995 en American Pie rodando dos escenas lésbicas (junto a Jenteal y Jeanna Fine). Ese mismo año rueda su primera escena con Jenna Jameson en Virtual Reality 69 dando lugar a una relación entre ellas que duraría varios años. En 1996 firma un contrato en exclusividad con Vivid, productora con la que rodaría la gran mayoría de sus películas. Poco después de operarse los pechos empieza a rodar escenas heterosexuales como en Nikki Loves Rocco donde comparte escenas con Rocco Siffredi.
Aunque no se haya retirado oficialmente la actriz rodó sus últimas películas en 1999. Su página web dejó de estar operativa en 2004.

## Vida personal
Nikki está casada y tiene una hija de Bobby Vitale, actor con el cual sostuvo intensas escenas pornográficas. La autobiografía de Jenna Jameson la ha relacionado sentimentalmente hasta con tres actrices porno: Brianna Banks, Jesse Jane y la propia Jenna Jameson.